# Антоніо Лопес Ерранс
Антоніо Лопес Ерранс (ісп. Antonio López Herranz, 5 квітня 1913, Мадрид — 29 вересня 1959, Мехіко) — іспанський футболіст, що грав на позиції нападника, зокрема, за клуб «Реал Мадрид». По завершенні ігрової кар'єри — тренер.
Як тренер — дворазовий чемпіон Мексики. 

## Ігрова кар'єра
У футболі дебютував 1935 року виступами за команду «Реал Мадрид», в якій провів один матч в сезоні 1934-35 і два в сезоні 1939-40.
Згодом, грав у складі команд «Еркулес» і «Сабадель».
Завершив ігрову кар'єру у команді «Мальорка», за яку виступав протягом 1943—1944 років.

## Кар'єра тренера
Розпочав тренерську кар'єру, повернувшись до футболу після тривалої перерви, 1951 року, очоливши тренерський штаб клубу «Леон».
1952 року став головним тренером національної збірної Мексики, тренував збірну Мексики один рік.
Згодом протягом 1953–1958 років знову очолював тренерський штаб збірної Мексики.
1955 року прийняв пропозицію попрацювати у клубі «Леон». Залишив команду з Леона 1956 року.
Протягом одного року, починаючи з 1957, знову був головним тренером команди «Леон».
Останнім місцем тренерської роботи була збірна Мексики, головним тренером команди якої Антоніо Лопес Ерранс був протягом 1958 року.
Під його керівництвом мексиканська збірна взяла участь у двох чемпіонатах світу - 1954 року в Швейцарії і 1958 року в Швеції.
Помер 29 вересня 1959 року на 47-му році життя у місті Мехіко.

## Титули і досягнення
- Переможець Ігор Центральної Америки та Карибського басейну: 1938
- Чемпіон Мексики (2):

«Леон»: 1952, 1956